# Jack Sawyer
Jack Sawyer (Columbus, 6 maggio 2002) è un giocatore di football americano statunitense che milita nel ruolo di linebacker per i Pittsburgh Steelers della National Football League (NFL).

## Carriera universitaria
Sawyer si iscrisse a Ohio State con un semestre di anticipo. Nel 2022 vinse il Rose Bowl ma in quella partita fu espulso per avere tentato di infortunare il quarterback di Utah Cameron Rising. Durante la stagione 2024, la partecipazione di Sawyer a una rissa dopo la sconfitta a sorpresa per 13–10 contro Michigan gli attirò l’attenzione nazionale e diverse critiche.
Nel Cotton Bowl 2025 Sawyer ritornò un fumble in touchdown nel quarto periodo dopo un sack sul quarterback di Texas ed ex compagno Quinn Ewers. Tale azione sigillò la vittoria dei Buckeyes e la qualificazione alla finale di campionato. Sawyer fu nominato miglior difensore dell’incontro. Sawyer e Ohio State chiusero la stagione vincendo la finale nazionale contro Notre Dame.

## Carriera professionistica

### Pittsburgh Steelers
Sawyer fu scelto nel corso del quarto giro (123º assoluto) del Draft NFL 2025 dai Pittsburgh Steelers.